# Литовка (Ахтырский район)
Литовка (укр. Литовка) — село в Чернетчинской сельской общине Ахтырского района Сумской области Украины.

## Географическое положение
Село Литовка находится на левом берегу реки Ворскла,
выше по течению на расстоянии в 1,5 км расположено село Бакировка,
ниже по течению на расстоянии в 3 км расположено село Климентово,
на противоположном берегу — село Заречное.
Река в этом месте извилистая, образует лиманы, старицы и заболоченные озёра.
К селу примыкает лесной массив (сосна).

## История
- Возле села Литовка найдены орудия труда времени бронзы (ІІ тыс. до н.э.).

Являлось государственной деревней Кириковской волости Ахтырского уезда Харьковской губернии Российской империи.
Во время Великой Отечественной войны в 1941 - 1943 гг. село находилось под немецкой оккупацией.
Население по переписи 2001 года составляло 227 человек .

## Национальный состав
По переписи 2001 года, 93,83 % населения в качестве родного языка указали украинский; 4,85 % — русский; 1,32 % — белорусский.